# ゲット・イット
ゲット・イット（Get It）は、1982年にポール・マッカートニー（Paul McCartney）が発表した楽曲である。アルバム『タッグ・オブ・ウォー』に収録されている。ポールとカール・パーキンスの2人だけのセッションである。人生の成功と失敗を歌う楽しいロカビリー・ナンバー。最後の笑い声はパーキンス。シングル「タッグ・オブ・ウォー」のB面でもあった。

## 収録アルバム
- 『タッグ・オブ・ウォー』